# Quercus patkoiensis
Quercus patkoiensis — вид рослин з родини букових (Fagaceae), ендемік Ассаму.

## Опис
Це мале дерево. Молоді гілочки густо запушені. Листки тонкі, ланцетні або овально-ланцетні, 13–16 × 4.5–5 см; основа трохи клиноподібна або послаблена; верхівка загострена асиметрично; верх голий; низ запушений особливо біля основи та на жилках; ніжка коричнювата, густо запушена, 20–25 мм. Жолуді яйцеподібні або еліпсоїдні, трохи зрізані біля основи, завдовжки 35 мм, у діаметрі 26 мм; чашечка з 9 концентричними кільцями, охоплює 1/3 горіха.

## Середовище проживання
Ендемік Ассаму — Індія.